# 10057 L'Obel
10057 L'Obel هو كويكب، يقع ضمن حزام الكويكبات. اكتشف في 11 فبراير 1988. وقد اكتشفه إيريك والتر إلست.

## روابط خارجية
- 10057 L'Obel في قاعدة بيانات مختبر الدفع النفاث لأجرام النظام الشمسي الصغيرة

- الاكتشاف · مخطط المدار ·  العناصر المدارية · المعلمات المادية

- 10057 L'Obel على موقع ويكي سكاي: DSS2, SDSS, GALEX, IRAS, Hydrogen α, X-Ray, Astrophoto, Sky Map, Articles and images